# Trikotna porazdelitev
Trikotna porazdelitev je družina zveznih verjetnostnih porazdelitev. Ime ima po značilni obliki funkcije gostote verjetnosti. Slučajna spremenljivka, ki je porazdeljena po trikotni porazdelitvi, lahko zavzame vrednosti, ki so večje od neke konstante (parameter a) in manjše od neke druge konstantne vrednosti (parameter b). Pri tem pa je modus porazdelitve enak tretji konstantni vrednosti (parameter c)

## Lastnosti

### Funkcija gostote verjetnosti
Funkcija gostote verjetnosti za trikotno porazdelitev je 
{\displaystyle f(x|a,b,c)={\begin{cases}{\frac {2(x-a)}{(b-a)(c-a)}}&{\text{za }}a\leq x<c\\[4pt]{\frac {2}{b-a}}&{\text{za }}x=c\\[4pt]{\frac {2(b-x)}{(b-a)(b-c)}}&{\text{za }}c<x\leq b\\[4pt]0&{\text{za vse ostale vrednosti}}\end{cases}}}

### Zbirna funkcija verjetnosti
Zbirna funkcija verjetnosti je enaka 
{\displaystyle {\begin{cases}{\frac {(x-a)^{2}}{(b-a)(c-a)}}&{\text{za }}a\leq x<c\\[4pt]{\frac {c-a}{b-a}}&{\text{za }}x=c\\[4pt]1-{\frac {(b-x)^{2}}{(b-a)(b-c)}}&{\text{za }}c<x\leq b\end{cases}}}.

### Pričakovana vrednost
Pričakovana vrednost je enaka 
{\displaystyle {\frac {a+b+c}{3}}}.

### Varianca
Varianca je enaka 
{\displaystyle {\frac {a^{2}+b^{2}+c^{2}-ab-ac-bc}{18}}}.

### Sploščenost
Sploščenost je 
{\displaystyle -{\frac {3}{5}}}.

### Koeficient simetrije
Koeficient simetrije je enak
{\displaystyle {\frac {{\sqrt {2}}(a\!+\!b\!-\!2c)(2a\!-\!b\!-\!c)(a\!-\!2b\!+\!c)}{5(a^{2}\!+\!b^{2}\!+\!c^{2}\!-\!ab\!-\!ac\!-\!bc)^{\frac {3}{2}}}}}.

### Funkcija generiranja momentov
Funkcija generiranja momentov je 
{\displaystyle 2{\frac {(b\!-\!c)e^{at}\!-\!(b\!-\!a)e^{ct}\!+\!(c\!-\!a)e^{bt}}{(b-a)(c-a)(b-c)t^{2}}}}.

### Karakteristična funkcija
Karakteristična funkcija je
{\displaystyle -2{\frac {(b\!-\!c)e^{iat}\!-\!(b\!-\!a)e^{ict}\!+\!(c\!-\!a)e^{ibt}}{(b-a)(c-a)(b-c)t^{2}}}}.

## Povezave z drugimi porazdelitvami
- Če sta {\displaystyle X\!} in {\displaystyle Y\!} dve slučajni spremenljivki, ki sta porazdeljeni po enakomerni zvezni porazdelitvi, potem je slučajna spremenljivka {\displaystyle Y={\frac {X_{1}+X_{2}}{2}}\!} porazdeljena po trikotni porazdelitvi s parametri {\displaystyle a=0\!}, {\displaystyle b=1\!} in {\displaystyle c=1/2\!}
- Če sta {\displaystyle X\!} in {\displaystyle Y\!} dve slučajni spremenljivki, ki sta porazdeljeni po enakomerni zvezni porazdelitvi, potem je slučajna spremenljivka {\displaystyle \left|Y=X_{1}-X_{2}\right|\!} porazdeljena po trikotni porazdelitvi s parametri {\displaystyle a=0\!}, {\displaystyle b=1\!} in {\displaystyle c=0\!}